# Danh sách nhân vật trong 24
Dưới đây là các nhân vật trong 24.

## 24: Mùa 1

### Nhà Bauer
- Kiefer Sutherland — Jack Bauer [1]
- Leslie Hope — Teri Bauer [2]
- Elisha Cuthbert — Kim Bauer [3]

### CTU / Đơn Vị
- Sarah Clarke — Nina Myers [4]
- Carlos Bernard — Tony Almeida [5]
- Karina Arroyave — Jamey Farrell [6]
- Eric Balfour — Milo Pressman [7]
- Michael O'Neill — Richard Walsh [8]
- Scott Denny — Scott Baylor [9]
- Xander Berkeley — George Mason [10]
- Tamara Tunie — Alberta Green
- Paul Schulze — Ryan Chappelle [11]
- Kevin Ramsey — Ted Paulson
- Kirk Baltz — Teddy Hanlin
- Sam Ayers — Jeff Breeher

### Nhân viên và gia đình nhà Palmer
- Dennis Haysbert — David Palmer [12]
- Penny Johnson Jerald — Sherry Palmer [13]
- Megalyn Echikunwoke — Nicole Palmer [14]
- Vicellous Reon Shannon — Keith Palmer
- Jude Ciccolella — Mike Novick [15]
- Tanya Wright — Patty Brooks
- Kara Zediker — Elizabeth Nash
- Zach Grenier — Carl Webb
- Glenn Morshower — Aaron Pierce [16]
- Greg Hartigan — Mật vụ Berkin
- Jesse D. Goins — Mật vụ Alan Hayes
- Michael Bryan French — Mật vụ Frank Simes

### Cộng sự khác của Palmer
- Devika Parikh —  Maureen Kingsley
- John Prosky — George Ferragamo
- Ivar Brogger — Frank Ames

### Âm mưu ám sát đầu tiên
- Michael Massee — Ira Gaines [17]
- Daniel Bess — Rick Allen
- Matthew Carey — Dan Mounts
- Richard Burgi — Kevin Carroll
- Rudolf Martin — Jonathan Matijevich
- Mia Kirshner — Mandy [18]
- Silas Weir Mitchell - Eli Stram
- John Hawkes — Greg Penticoff
- Kim Murphy — Bridgit
- Al Leong — Neill Choi
- Jesse Corti — Charles McLemore

### Cộng sự và gia đình nhà Drazen
- Dennis Hopper — Victor Drazen
- Željko Ivanek — Andre Drazen
- Misha Collins — Alexis Drazen
- Henri Lubatti — Jovan Myovic
- Currie Graham — Ted Cofell

### Bạn bè của Rick
- Edoardo Ballerini — Frank Allard
- Navi Rawat — Melanie

### Các nhân vật khác
- Wade Andrew Williams — Robert Ellis
- Jacqui Maxwell — Janet York
- Lou Diamond Phillips — Mark DeSalvo
- Kathleen Wilhoite — Lauren Proctor
- Pauley Perrette — Tanya
- Jason Matthew Smith — Chris
- Rudolf Martin — Martin Belkin
- Keram Malicki-Sánchez — Larry Rogow
- John Cothran, Jr. — Trung sĩ Kiley
- David Barrera — Sĩ quan Phillips
- Tony Perez — Trung sĩ Douglas Newman
- Kim Miyori — Bác sĩ Susan Y. Collier
- Judith Scott — Bác sĩ Rose M. Kent

## 24: Mùa 2

### CTU / Đơn Vị
- Kiefer Sutherland — Jack Bauer [1]
- Xander Berkeley — George Mason [10]
- Carlos Bernard — Tony Almeida [5]
- Reiko Aylesworth — Michelle Dessler [19]
- Paul Schulze — Ryan Chappelle [11]
- Randle Mell — Brad Hammond (Người giám sát CTU từ Đơn Vị)
- Sara Gilbert — Paula Schaeffer
- Lourdes Benedicto — Carrie Turner
- Donnie Keshawarz — Yusuf Auda
- Daniel Dae Kim — Tom Baker
- John Eddins — Đặc vụ Richards
- Donzaleigh Abernathy — Barbara Maccabee
- Michael Cudlitz — Rick Phillips

### Gia đình và chính quyền của Palmer
- Dennis Haysbert — Tổng thống David Palmer [12]
- Penny Johnson Jerald — Sherry Palmer [13]
- Vicellous Reon Shannon — Keith Palmer
- Jude Ciccolella — Mike Novick [15]
- Glenn Morshower — Aaron Pierce [16]
- Timothy Carhart — Eric Rayburn
- Harris Yulin — Roger Stanton
- Michelle Forbes — Lynne Kresge
- Alan Dale — Phó Tổng thống James Prescott
- Steven Culp — Ted Simmons
- John Rubinstein — Alex (Bộ trưởng Ngoại giao)
- Robert Pine — Bộ trưởng Nông nghiệp
- Dean Norris — General Bowden
- Terry Bozeman — Richard Armus
- Tamlyn Tomita — Jenny Dodge (Thư ký truyền thông)
- Richard Holden — Tướng Stone
- Greg Hartigan — Mật vụ Berkin

### Cốt truyện của Kim
- Elisha Cuthbert — Kim Bauer
- Billy Burke — Gary Matheson
- Tracy Middendorf — Carla Matheson
- Skye McCole Bartusiak — Megan Matheson
- Kevin Dillon — Lonnie McRae
- Innis Casey — Miguel
- Michael McGrady — Officer Raymond Brown
- Miguel Perez — Viên kiểm lâm Mike Kramer
- Victor Rivers — Sĩ quan Amis
- Jamison Jones — Phó cảnh sát trưởng Nirman
- Sterling Macer, Jr. — Phó cảnh sát trưởng Raynes
- Susan Gibney — Anna
- Lombardo Boyar — Ramon Garcia
- Brent Sexton — Frank Davies

### Nhà ngoại giao nước ngoài
- Alexander Zale — Đại sứ Shareef
- Christopher Maher — Phó Thủ tướng Barghouti
- Nicholas Guilak — Farhad Salim

### Nhà Warner và nhà Naiyeer
- John Terry — Bob Warner
- Sarah Wynter — Kate Warner
- Laura Harris — Marie Warner
- Phillip Rhys — Reza Naiyeer
- Yareli Arizmendi — Karima Naiyeer
- Shaun Duke — Hasan Naiyeer

### Kẻ phản bội tham gia vào âm mưu khủng bố
- Sarah Clarke — Nina Myers [4]
- Gregg Henry — Jonathan Wallace

### Nhóm của Wald
- Jon Gries — Joseph Wald
- Douglas O'Keeffe — Eddie Grant
- Gregory Sporleder — Dave
- Jimmi Simpson — Chris

### Gia đình Ali và Second Wave
- Francesco Quinn — Syed Ali
- Anthony Azizi — Mamud Rasheed Faheen
- Shaheen Vaaz — Vợ của Syed Ali
- Ike Bram — Fareed Ali
- Raja Jean Fenske — Asad Ali
- Aki Avni — Mohsen
- Maz Jobrani — Marko Khatami
- Marc Casabani — Omar
- Fred Toma — Basheer

### Nhóm của Peter Kingsley
- Tobin Bell — Peter Kingsley
- Eugene Robert Glazer — Alexander Trepkos
- Mia Kirshner — Mandy [18]
- Thomas Kretschmann — Max
- Nina Landey — Eve
- Rick D. Wasserman — Alex Hewitt
- Peter Outerbridge — Ronnie Stark
- Brian Goodman — Raymond O'Hara
- Jeff Wincott — Davis
- Mark Ivanir — Trask

### Các nhân vật thuộc Liên bang / Cảnh sát / Y tế
- Scott Allan Campbell — Bác sĩ Porter
- Sal Landi — Trung sĩ Arroyo
- Christopher Murray — Đặc vụ FBI Dockerty

### Các nhân vật khác
- Antonio David Lyons — Cam Strocker (Telephone Repairman taken hostage)
- Peter Gregory — Dr. Spire (Doctor at medical center)
- Bernard White — Al-Fulani (Imam)
- Justin Louis — Danny Dessler (Michelle Dessler's brother)
- Jeff Wincott - Davis (kidnaps and tortures Jack)
- Eric Christian Olsen — John Mason (George Mason's son)
- Jim Abele — Ralph Burton (Private Investigator who helps Kate Warner)
- Al Sapienza — Paul Koplin (Ralph Burton's boss)
- Michael Holden — Ron Wieland (Journalist; Held by the President)
- Michael Mantell — Steve Hillenburg (CIA Operative who aides Sherry Palmer)
- Michael James Reed — Foreman (Foreman for a construction crew that Marie Warner talks to)
- Nick Offerman — Marcus (Captures Kate Warner and assaulted Yusuf Auda)
- Raymond Cruz — Rouse (Captures Kate Warner and assaulted Yusuf Auda)
- Maurice Compte — Cole (Captures Kate Warner and assaulted Yusuf Auda)
- Carmen Argenziano — General Gratz